# Liechtenstein aux Jeux olympiques d'été de 2020
Le Liechtenstein participe aux Jeux olympiques d'été de 2020 à Tokyo au Japon. Il s'agit de sa 18e participation à des Jeux d'été.
Le Liechtenstein a la plus grande délégation aux Jeux olympiques d'été depuis 38 ans et pour la première fois dans l'histoire du sport local, une équipe participe aux sports d'été.

## Athlètes engagés
| Sport                 | Hommes | Femmes | Total |
| --------------------- | ------ | ------ | ----- |
| Judo                  | 1      | 0      | 1     |
| Natation              | 1      | 1      | 2     |
| Natation synchronisée | -      | 2      | 2     |
| Total                 | 2      | 3      | 5     |

## Résultats

### Judo
La Fédération ne distribue pas de ticket de qualifications aux championnats continentaux ou mondiaux mais c'est le classement établi au 21 juin qui permettra de sélectionner les athlètes (18 premiers automatiquement, le reste en fonction des quotas de nationalité).
Chez les hommes, Raphael Schwendinger (-90 kg) a bénéficié lui d'une invitation tripartite.
| Athlète              | Compétition           | 1er tour            | 2e tour             | Quart de finale     | Demi-finale         | Repêchage           | Finale / MB         | Rang    |         |
| Athlète              | Compétition           | Adversaire Résultat | Adversaire Résultat | Adversaire Résultat | Adversaire Résultat | Adversaire Résultat | Adversaire Résultat | Rang    |         |
| -------------------- | --------------------- | ------------------- | ------------------- | ------------------- | ------------------- | ------------------- | ------------------- | ------- | ------- |
| Raphael Schwendinger | Moins de 90 kg hommes | Brown Défaite 00-11 | Éliminé             | Éliminé             | Éliminé             | Éliminé             | Éliminé             | Éliminé | Éliminé |

### NatationNatation
Julia Hassler, âgée de 27 ans, est la seule représentante du Liechtenstein pour les épreuves de natation. C'est la troisième fois consécutive que ce pays est représenté dans ce sport aux Jeux olympiques.
Un comité national olympique peut inscrire jusqu'à deux nageurs qualifiés dans chaque épreuve individuelle si ces deux nageurs ont effectué le « temps de qualification olympique » (TQO). Un nageur par épreuve peut se qualifier s'il réussit le « temps de sélection olympique » (TSO) et si le quota de 900 athlètes n'était pas atteint. Les temps de qualification doivent être obtenus lors des championnats continentaux, sélections olympiques nationales ou compétitions internationales approuvées par la Fédération internationale de natation (FINA) entre le 1er mars 2019 et le 29 juin 2020.
Pour le 800 mètres nage libre, le TQO est de 8 min 33 s 36. Pour le 1 500 mètres nage libre, le TQO est de 16 min 32 s 04.
Christoph Meier, porte-drapeau en 2016, bénéficie lui d'une place attribuée au nom de l'universalité des Jeux.
| Athlète       | Épreuve            | Série          | Série | Demi-finale | Demi-finale | Finale   | Finale   |
| Athlète       | Épreuve            | Temps          | Rang  | Temps       | Rang        | Temps    | Rang     |
| ------------- | ------------------ | -------------- | ----- | ----------- | ----------- | -------- | -------- |
| Julia Hassler | 400 m nage libre   | 4 min 6 s 98   | 12e   | Éliminée    | Éliminée    | Éliminée | Éliminée |
| Julia Hassler | 800 m nage libre   | 8 min 26 s 99  | 15e   | Éliminée    | Éliminée    | Éliminée | Éliminée |
| Julia Hassler | 1 500 m nage libre | 16 min 12 s 55 | 16e   | Éliminée    | Éliminée    | Éliminée | Éliminée |

| Athlète         | Épreuve       | Série         | Série | Demi-finale | Demi-finale | Finale  | Finale  |
| Athlète         | Épreuve       | Temps         | Rang  | Temps       | Rang        | Temps   | Rang    |
| --------------- | ------------- | ------------- | ----- | ----------- | ----------- | ------- | ------- |
| Christoph Meier | 200 m 4 nages | 2 min 4 s 34  | 44e   | Éliminé     | Éliminé     | Éliminé | Éliminé |
| Christoph Meier | 400 m 4 nages | 4 min 25 s 17 | 28e   | Éliminé     | Éliminé     | Éliminé | Éliminé |

### NatationNatation synchronisée
Le duo Lara Mechnig / Marluce Schierscher a obtenu son billet en terminant huitième au tournoi de qualification olympique de la FINA 2021 à Barcelone, en Espagne.
| Athlètes                         | Compétition | Qualifications      | Qualifications  | Qualifications | Qualifications | Finale          | Finale                    | Finale          |
| Athlètes                         | Compétition | Programme technique | Programme libre | Total          | Rang           | Programme libre | Programme libre           | Programme libre |
| Athlètes                         | Compétition | Points              | Points          | Total          | Rang           | Points          | Total (technique + libre) | Rang            |
| -------------------------------- | ----------- | ------------------- | --------------- | -------------- | -------------- | --------------- | ------------------------- | --------------- |
| Lara Mechnig Marluce Schierscher | Duo         | 83,2489             | 83,0333         | 166,2822       | 17e            | Éliminées       | Éliminées                 | Éliminées       |